# Став (часопис)
Став је био омладински часопис који је издавала кућа НИШРО „Дневник“ из Новог Сада. Оснивач часописа је био Покрајински комитет савеза социјалистичке омладине. Лист је излазио сваког другог петка, а крајем осамдесетих година XX века је почео да објављује текстове демократске тематике.

## Историјат
Лист је покренут под називом „Глас омладине“, 15. маја 1942. године у Новим Карловцима, као гласило СКОЈ-а. Од јануара 1943. постаје орган УСАОЈ у Срему, а од септембра 1943. излази као лист антифашистичке омладине Војводине, све до јуна 1946. Од 27. јуна 1975. излази као гласило ССОВ. Поред осталих признања, лист је 1982. добио и највише признање ССОВ, плакету „Херој Пинки“. Од јуна 1987. излази под називом „Став“, као издање НИШРО „Дневник“ РЈ „Глас омладине“.

## Аутори
За „Став“ су писали: Др Зоран Ђинђић, Вељко Губерина, Мирослав Тохољ, Драган Кремер, Владимир Стакић, Бранимир Локнер и други. У „Ставу“ је, уз многе друге више или мање познате стрип цртаче, своје радове објављивао један од најбољих југословенских и српских стрип-цртача свих времена, Зоран Јањетов (једно време је дизајнирао и насловне странице за часопис).

## Уредници
- Борис Лабудовић 1987.-1989.
- Радован Чолевић 1989.-1992.